# Aarão, o Tirano
Aarão o Tirano (em romeno: Aron Tiranul), também conhecido como Aron Emanoil ou Emanuel Aaron (falecido em 1597 em Vintu de Jos ), foi por duas vezes príncipe da Moldávia: entre setembro de 1591 e junho de 1592, e 24 de outubro de 1592 a 3 de maio de 1595. Ele era filho de Alexandru Lapusneanu

## Vida
Emanuel Aaron foi colocado no trono da Moldávia através dos esforços de Solomon Ashkenazi, um influente judeu. Ele é acusado ter comprado seu cargo, pagando a funcionários da corte otomana a soma de um milhão de florins. De acordo com várias crônicas, essa dívida levou-o a pilhar a população, aumentando consideravelmente os impostos, que se tornaram altos o suficiente para justificar seu apelido e levar a uma revolta. Apesar do apoio de Ashkenazi, ele intensificou a perseguição aos judeus na Moldávia, e executou sem julgamento 19 de seus credores. Esses eventos levaram à sua deposição pelos otomanos.
Ele foi logo depois nomeado governador pela segunda vez, devido à pressão de seus credores. Por seu segundo governo, às vezes é também conhecido como Aarão II. Em 1594, após uma invasão de cossacos à Moldávia, assinou um acordo com os Habsburgos com vistas a livrar-se da vassalagem aos otomanos, mas que, na verdade, implicaria em colocar seu reino sob o domínio austro-húngaro. As negociações para esta aliança envolveram o Papa Clemente VIII, o Príncipe Miguel da Valáquia, o imperador Rodolfo II da Transilvânia e o príncipe Sigismund Báthory. 
O movimento contra os otomanos eclodiu em 13 de novembro de 1594, simultaneamente em Iasi e Bucareste. Os turcos foram caçados impiedosamente nos principados. Logo, os aliados também conseguiu atacar as fortalezas ao longo do Danúbio e, em 1595, lograram conquistar por pouco tempo parte do Dobruja. 
Embora Aron pertencesse à aliança contra os otomanos e nela tenha cumprido seus deveres, o príncipe Báthory permaneceu desconfiado dele e, finalmente, armou-lhe uma conspiração. O militar que que liderou tais campanhas contra os otomanos, tornando-se tornou muito popular entre os soldados, Ştefan Răzvan, depôs Aron, cuja imagem estava cada vez mais desgastada entre seu povo. Aron Tiranul e sua família foram capturados na Transilvânia pelas tropas do príncipe Sigismund Báthory, sendo presos em Alvinc (Vintu de Jos) - onde ele morreu envenenado, sendo enterrado na igreja ortodoxa em Alba Iulia. Três anos depois, sua tumba foi destruída pelo exército húngaro e seus restos mortais espalhados ao vento.